# Wladimir Bagirow
Wladimir Konstantinowitsch Bagirow (lettisch Vladimirs Bagirovs; * 16. August 1936 in Batumi; † 20. Juli 2000 in Jyväskylä) war ein sowjetisch-lettischer Schachspieler.

## Leben
Aus einem Interview mit Bagirow 1998 in Grieskirchen: "Ich bin ein typischer sowjetischer Mensch, geboren in Georgien, die Eltern stammen aus Baku in Aserbaidschan, wohin ich im Alter von einem Jahr übergesiedelt bin."
Sein Vater war ein armenischer Ingenieur, seine Mutter stammte aus der Ukraine. 1937 wurde sein Vater während des Großen Terrors erschossen. Im Alter von zehn Jahren erlernte Bagirow das Schachspiel im Pionierpalast von Baku. Er wurde von dem Meister Wladimir Makogonow gefördert, dessen positioneller Stil ihn stark beeinflusste. Nach dem Schulabschluss absolvierte Bagirow ein Studium als Ingenieur und arbeitete für einige Jahre in der Ölindustrie, bevor er sich ganz dem Schach widmete.
1960 debütierte er bei der UdSSR-Meisterschaft und belegte mit zwölf Punkten aus 19 Partien sensationell den 4. Platz. Bis 1978 nahm er noch an acht weiteren Landesmeisterschaften der Sowjetunion teil. Außerdem gewann er 13 Mal die Meisterschaft der Aserbaidschanischen SSSR. 1963 erhielt er den Titel eines Internationalen Meisters. Den Großmeistertitel erhielt er erst 1978, weil es für ihn nur wenige Gelegenheiten gab, an internationalen Turnieren teilzunehmen und die erforderlichen Normen zu erfüllen.

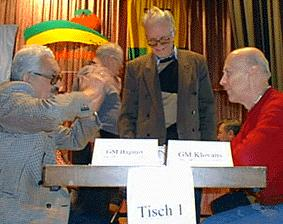
Bagirow – Klovans, 1999 in Gladenbach

Bagirow war ein bekannter Trainer, der mit vielen Spitzenspielern zusammenarbeitete, unter anderem neun Jahre lang mit Lew Polugajewski sowie mit Michail Tal, dessen Sekundant er während des Interzonenturniers in Subotica 1987 war. 1975 betreute er für kurze Zeit auch Garri Kasparow, dessen großes Talent er frühzeitig erkannte.
1980 zog er von Baku nach Riga um und trainierte dort zwischen 1986 und 1989 Alexei Schirow. Nach dem Zerfall der Sowjetunion nahm er an zahlreichen Open in Europa teil, um seinen Lebensunterhalt zu verdienen.
1998 gewann er in Grieskirchen die Senioren-Weltmeisterschaft.
1999 in Gladenbach wurde er Zweiter hinter Jānis Klovāns bei der neunten Senioren-Weltmeisterschaft.
Bagirow starb während eines Schachturniers in Finnland an einem Herzinfarkt.
Er hinterließ seine Ehefrau Iraida Bagirowa, mit der er 37 Jahre zusammengelebt hatte.
Er schrieb Bücher über die Réti-Eröffnung, die Englische Eröffnung und die Aljechin-Verteidigung, zu deren besten Kennern er gehörte. Alle drei Bücher wurden auch ins Deutsche übersetzt.

## Mannschaftsschach

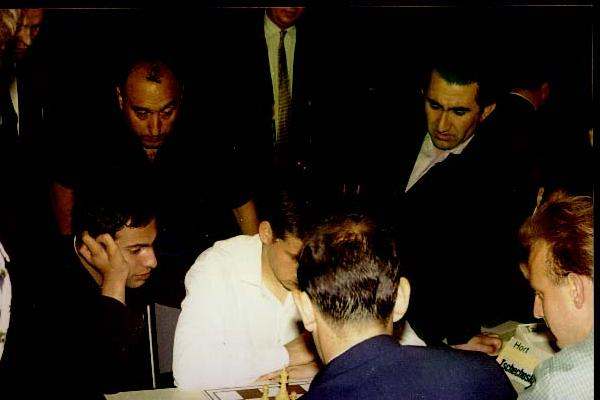
Hinten in der Mitte stehend Wladimir Bagirow, links sitzend Michail Tal und rechts oben Tigran Petrosjan sowie andere, wie Vlastimil Hort (weißes Hemd), bei der Europa-Mannschaftsmeisterschaft im Schach 1961; vorn der Rücken von Aleksandar Matanović, Gegner von Hort, und rechts Josef Maršálek

### Nationalmannschaft
Bagirow gewann mit der sowjetischen Mannschaft die Mannschaftseuropameisterschaft 1961 in Oberhausen.
Nach dem Zusammenbruch der Sowjetunion nahm er mit der lettischen Mannschaft an den Schacholympiaden 1992 und 1996, der Mannschaftsweltmeisterschaft 1993 und der Mannschaftseuropameisterschaft 1992 teil.

### Vereine
Bagirow gewann den European Club Cup 1976 und 1979 mit Burevestnik und 1984 mit Trud.
Ab 1993 spielte er in Deutschland für den SK Zehlendorf, zeitweise (in der Saison 1993/94) in der deutschen Schachbundesliga. In der Saison 1998/99 spielte er mit der SVg Lasker Steglitz in der 2. Bundesliga.